# NGC 3742
NGC 3742 é uma galáxia espiral barrada (SBab/P) localizada na direcção da constelação de Centaurus. Possui uma declinação de -37° 57' 22" e uma ascensão recta de 11 horas, 35 minutos e 32,1 segundos.
A galáxia NGC 3742 foi descoberta em 21 de Abril de 1835 por John Herschel.